# لوماس ديل ميرادور (مدينة)
لوماس ديل ميرادور (بالإسبانية: Lomas del Mirador)‏ هي منطقة سكنية تقع في الأرجنتين في La Matanza Partido. يقدر عدد سكانها بـ 51,488 نسمة ومساحتها 5.5 كم2 وترتفع عن سطح البحر 22 متر.